# Cymbopogon microthecus
Cymbopogon microthecus är en gräsart som först beskrevs av Joseph Dalton Hooker, och fick sitt nu gällande namn av Aimée Antoinette Camus. Cymbopogon microthecus ingår i släktet Cymbopogon, och familjen gräs. Inga underarter finns listade i Catalogue of Life.